# Uretritida
Uretritida je zánět močové trubice (urethry). Hlavním symptomem je dysurie, což je obtížné, pálivé a bolestivé močení, a někdy též výtok z močové trubice. Podle původce ji dělíme na gonokokovou utetritidu a negonokokovou uretridu (NGU), tedy kapavčitou a nekapavčitou. První zmíněnou způsobuje bakterie Neisseria gonorrhoeae, která je původcem kapavky. Nejčastějším původcem druhé zmíněné, někdy též nazývané nespecifická uretritida, je naproti tomu bakterie Chlamydia trachomatis (až u 40–50 % heterosexuálních sexuálně aktivních mužů). Negonokoková uretritida má však jak infekční, tak neinfekční původ. Mezi další příčiny se řadí například adenovirus, uropatogenická Escherichia coli (UPEC), herpes simplex, Mycoplasma genitalium, Reiterův syndrom, prvoci rodu Trichomonas, ale i mechanické zranění, chemické podráždění nebo opakované nachlazení. U 1–2 % pacientů může postoupit v epididymitidu (zánět nadvarlete).
U obou typů uretritidy může být příčinou sexuálně přenosné infekce (u gonokokové je to kapavka), negonokoková uretritida však může mít i parazitickou, bakteriální, virovou či neinfekční příčinu. NGU může být i důsledkem opakovaného nastydnutí.